# David Gemmell Awards for Fantasy
The David Gemmell Awards for Fantasy – nagroda literacka ustanowiona ku pamięci Davida Gemmella, przyznawana w latach 2009–2018. Nagrody przyznawane były za twórczość fantasy, utrzymaną w tradycyjnej konwencji heroic lub high fantasy, bądź też stworzoną w duchu twórczości Gemmela.
Podczas pierwszego rozdania przyznana została tylko w kategorii Legend Award, w drodze jawnego głosowania, od 2010 przyznawana była także w kategoriach Best Fantasy Newcomer oraz Ravenheart Award for Best Fantasy Cover Art.

## Zwycięzcy i nominacje

### 2009
Nagroda została przyznane w jednej kategorii w czerwcu 2009.
- Najlepsza powieść: Andrzej Sapkowski Krew elfów
  - Nominacja: Juliet Marillier Heir to Sevenwaters
  - Nominacja: Brandon Sanderson Bohater wieków
  - Nominacja: Joe Abercrombie Ostateczny argument królów(inne języki)
  - Nominacja: Brent Weeks Droga Cienia

### 2010
Nagrody zostały przyznane w czerwcu 2010.
- Najlepsza powieść: Graham McNeill(inne języki) Imperium
  - Nominacja: Joe Abercrombie Zemsta najlepiej smakuje na zimno
  - Nominacja: Pierre Pevel(inne języki) Szpady kardynała(inne języki)
  - Nominacja: Robert Jordan i Brandon Sanderson Pomruki burzy(inne języki)
  - Nominacja: Brandon Sanderson Siewca Wojny(inne języki)
- Najlepszy nowy twórca: Pierre Pevel(inne języki) Szpady kardynała
  - Nominacja: Stephen Deas(inne języki) Adamantowy Pałac
  - Nominacja: Amanda Downum(inne języki) Tonące Miasto
  - Nominacja: Ken Scholes(inne języki) Lamentation
  - Nominacja: Jesse Bullington(inne języki) Smutna historia braci Grossbart(inne języki)
- Najlepsza okładka: Didier Graffet, Dave Senior i Laura Brett Zemsta najlepiej smakuje na zimno (autorstwa Joe Abercrombie)

### 2011
Nagrody zostały przyznane w czerwcu 2011.
- Najlepsza powieść: Brandon Sanderson Droga królów
  - Nominacja: Pierre Pevel(inne języki) Cień alchemika
  - Nominacja: Brent Weeks Czarny Pryzmat(inne języki)
  - Nominacja: Peter V. Brett Pustynna Włócznia
  - Nominacja: Robert Jordan i Brandon Sanderson Bastiony mroku
  - Nominacja: Markus Heitz(inne języki) The War of the Dwarves
- Najlepszy nowy twórca: Darius Hinks Warrior Priest
  - Nominacja: N.K. Jemisin Sto Tysięcy Królestw(inne języki)
  - Nominacja: Alexey Pehov Shadow Prowler
  - Nominacja: Blake Charlton(inne języki) Spellwright
  - Nominacja: Mary Victoria Tymon's Flight
- Najlepsza okładka: Olof Erla Einarsdottir Power and Majesty (autorstwa Tansy Rayner Roberts)

### 2012
Nagrody zostały przyznane w czerwcu 2012.
- Najlepsza powieść: Patrick Rothfuss Strach mędrca(inne języki)
  - Nominacja: Brandon Sanderson Stop prawa(inne języki)
  - Nominacja: Kristen Britain(inne języki) Blackveil(inne języki)
  - Nominacja: Joe Abercrombie Bohaterowie
  - Nominacja: William King Blood of Aenarion
- Najlepszy nowy twórca: Helen Lowe(inne języki) The Heir of Night(inne języki)
  - Nominacja: Douglas Hulick(inne języki) Among Thieves
  - Nominacja: Mark Lawrence(inne języki) Książę Cierni(inne języki)
  - Nominacja: Elspeth Cooper Songs of the Earth
  - Nominacja: Peter Orullian(inne języki) The Unremembered
- Najlepsza okładka: Raymond Swanland Blood of Aenarion (autorstwa Williama King)

### 2013
Nagrody zostały przyznane w październiku 2013.
- Najlepsza powieść: Brent Weeks Oślepiający nóż(inne języki)
  - Nominacja: Helen Lowe(inne języki) The Gathering of the Lost
  - Nominacja: Mark Lawrence(inne języki) Król Cierni(inne języki)
  - Nominacja: Joe Abercrombie Czerwona kraina
  - Nominacja: Jay Kristoff Tancerze burzy
- Najlepszy nowy twórca: John Gwynne Zawiść
  - Nominacja: Aidan Harte Irenicon
  - Nominacja: Miles Cameron Czerwony rycerz
  - Nominacja: Jay Kristoff Tancerze burzy
  - Nominacja: Saladin Ahmed(inne języki) Tron półksiężyc
- Najlepsza okładka: Didier Graffet i Dave Senior Czerwona kraina (autorstwa Joe Abercrombie)

### 2014
Nagrody zostały przyznane w czerwcu 2014.
- Najlepsza powieść: Mark Lawrence(inne języki) Cesarz Cierni(inne języki)
  - Nominacja: Peter V. Brett Wojna w blasku dnia(inne języki)
  - Nominacja: Robert Jordan i Brandon Sanderson Pamięć światłości(inne języki)
  - Nominacja: Scott Lynch Republika złodziei(inne języki)
  - Nominacja: Adrian Tchaikovsky Wrota mistrza wojny
- Najlepszy nowy twórca: Brian McClellan(inne języki) Obietnica krwi(inne języki)
  - Nominacja: Mark T. Barnes The Garden of Stones
  - Nominacja: Luke Scull The Grim Company
  - Nominacja: David Guymer Headtaker
  - Nominacja: Antoine Rouaud The Path of Anger
- Najlepsza okładka: Jason Chan Cesarz Cierni(inne języki) (autorstwa Marka Lawrence(inne języki))

### 2015
Nagrody zostały przyznane w sierpniu 2015.
- Najlepsza powieść: Brandon Sanderson Słowa światłości
  - Nominacja: Joe Abercrombie Pół króla(inne języki)
  - Nominacja: John Gwynne Męstwo
  - Nominacja: Mark Lawrence(inne języki) Książę Głupców
  - Nominacja: Brent Weeks Okaleczone oko
- Najlepszy nowy twórca: Brian Staveley(inne języki) Miecze cesarza
  - Nominacja: Sebastien de Castell Ostrze zdrajcy
  - Nominacja: Kameron Hurley The Mirror Empire(inne języki)
  - Nominacja: Ben Peek(inne języki) The Godless
  - Nominacja: Angus Watson(inne języki) Czas żelaza
- Najlepsza okładka: Sam Green Słowa światłości (autorstwa Brandona Sanderson)

### 2016
Nagrody zostały przyznane we wrześniu 2016.
- Najlepsza powieść: Mark Lawrence(inne języki) Klucz Kłamcy
  - Nominacja: Miles Cameron Straszny smok
  - Nominacja: Larry Correia Son of the Black Sword
  - Nominacja: David Guymer Gotrex & Felix: Slayer
  - Nominacja: John Gwynne Ruin
- Najlepszy nowy twórca: Peter Newman(inne języki) The Vagrant
  - Nominacja: Stephen Aryan(inne języki) Battlemage
  - Nominacja: Seth Dickinson(inne języki) The Traitor Baru Cormorant(inne języki)
  - Nominacja: Francesca Haig The Fire Sermon
  - Nominacja: Lucy Hounsom Starborn
  - Nominacja: Sabaa Tahir(inne języki) Imperium Ognia
- Najlepsza okładka: Jason Chan Klucz Kłamcy (autorstwa Marka Lawrence)

### 2017
Nagrody zostały przyznane w sierpniu 2017.
- Najlepsza powieść: Gav Thorpe(inne języki) Warbeast
  - Nominacja: John Gwynne Wrath
  - Nominacja: Jay Kristoff Nibynoc
  - Nominacja: Mark Lawrence(inne języki) The Wheel of Osheim
  - Nominacja: Brandon Sanderson Żałobne opaski(inne języki)
- Najlepszy nowy twórca: Megan E O’Keefe Steal the Sky
  - Nominacja: Mark de Jager Infernal
  - Nominacja: Christopher Husberg Duskfall
  - Nominacja: Adrian Selby Snakewood
  - Nominacja: Jon Skovron Hope and Red
- Najlepsza okładka: Alessandro Baldasseroni Black Rift (autorstwa Josha Reynoldsa)

### 2018
Nagrody zostały przyznane w czerwcu 2018.
- Najlepsza powieść: Robin Hobb Assassin’s Fate
  - Nominacja: Miles Cameron Fall of Dragons
  - Nominacja: Mark Lawrence(inne języki) Red Sister
  - Nominacja: Steve McHugh Scorched Shadows
  - Nominacja: Brandon Sanderson Oathbringer
- Najlepszy nowy twórca: Nicholas Eames Królowie Wyldu
  - Nominacja: RJ Barker Age of Assasins
  - Nominacja: Melissa Caruso The Tethered Mage
  - Nominacja: Ed McDonald Blackwing
  - Nominacja:  Anna Smith Spark The Court of Broken Knives
- Najlepsza okładka:  Richard Anderson Królowie Wyldu (autorstwa Nicholasa Eamesa)